# 冯彬
冯彬（1495年—？），字用先，號桐岡，广东雷州衛官籍，附籍海康县（今雷州），明朝政治人物。同进士出身。

## 生平
冯彬为嘉靖四年（1525年）乙酉科廣東乡试第三十九名举人，八年（1529年）己丑科会试第二百三十二名，三甲五十二名进士。初授山西平阳县知县，嘉靖十四年（1535年）任上海县知县。十七年八月选授監察御史，二十三年巡按广西。嘉靖二十五年（1546年）出任松江府知府。。

## 家族
曾祖馮高，千户；祖父馮鑑，通判；父馮瀾，正術；母羅氏。具慶下。